# J20
De J20 in Zwitserland is een 16,5 km lange autoweg die loopt vanaf de aansluiting met de A5 bij Neuchâtel naar La Chaux-de-Fonds. De weg is een belangrijke gebiedsontsluitingsweg. Sinds 1 Januari 2020 is de weg onderdeel van de A20.